# 다비드 코르넬
다비드 코르넬(헝가리어: Dávid Kornél, 1971년 10월 22일 ~ )은 헝가리의 은퇴한 농구 선수이다. 그는 미국 프로 농구 협회(NBA) 리그에서 활약한 선수 중 유일한 헝가리인이었고, 1999년부터 2001년까지 4개의 NBA 팀에서 활약했다.

## 수상 경력

### 클럽
BC 잘기리스
- 리투아니아 리그 (1): 2002-03

사스키 바스코니아
- 코파 델 레이 (2): 2004, 2006
- 수페르코파 (1): 2005